# 막번체제
막번체제(幕藩體制)는 에도 시대의 무사 계급에 의해 조직된 지배 체제이다. 쇼군의 통치 기구인 막부와 다이묘의 영지인 번을 합쳐 부른 말이다. 

## 개요[1]
막부는 직할령만 직접 통치하고, 번에 대해서는 다이묘에게 맡기고 간섭하지 않았다. 번을 다스리는 다이묘는 쇼군을 주군으로 섬기면서도 자신을 따르는 가신(家臣)을 따로 거느리고 있었고, 자체적으로 법률을 만들고, 조세를 걷고, 재판을 했다. 그들은 농공상(農工商)인을 피지배 계급으로 삼아 세금을 걷었다. 막부는 대소 영주들을 통해 각 번을 아우르면서 전국을 통괄하고 있었을 뿐 일반 인민에 대한 형벌권과 징세권을 갖고 있지 않았다. 무가제법도 역시 대소 영주들과 쇼군 사이의 주종관계일 뿐 그 이외의 무사는 막부와 직접적인 관계가 없었다. 번에는 무로마치 시대와 달리 토착 무사는 없어지고 조카마치에 살면서 대부분 녹으로 쌀을 지급받는 관료 무사가 있었다. 쇼군과 다이묘를 호위하고 성과 각종 군사 요새를 지키며 종종 막번의 행정까지 담당한 이러한 사무라이들은 지금으로 치면 봉급자와 같았다. 고급무사는 일한 대가로 종종 땅을 하사 받아 농민에게 세금을 거둬 들일 기회를 얻기도 했지만 많지 않았다. 사무라이들은 세금을 내지 않는 대신 전쟁이 터지면 말, 활, 창, 투구, 갑옷 등을 사비로 준비해 수하의 부하들을 데리고 전쟁에 참여할 군역의 의무가 있었다. 
쇼군은 다이묘들을 경계하느라고 자신의 딸을 다이묘에게 시집 보내 혈연 관계로 묶어두고자 했고, 쇼군의 허락 없이는 다이묘들끼리 혼인도 할 수 없게 했다. 성의 축조나 대포 제조를 제한해서 센고쿠 시대로 되돌아가는 일이 없도록 했다. 또한 참근교대를 제도화 해서 다이묘의 식솔들을 에도에 거처하게 함으로써 사실상 그들을 인질로 삼았다. 다이묘들은 자신의 가족과 많은 부하를 수용하기 위해 에도에 큰 집을 지어야 함은 물론, 매년 자신의 영지와 에도를 왔다갔다 하는데 많은 비용을 지출해야 했다. 
에도 막부는 다이묘들이 연합해서 반란을 일으켜도 거뜬히 제압할 수 있는 재력과 힘을 갖고 있었다. 막부의 직할 영지인 덴료(天領)는 다른 번의 영토보다 압도적으로 컸다. 국제교역 창구였던 나가사키를 지배한 막부는 네덜란드와 청나라와의 무역에서 생기는 이익을 독점했고, 전국의 주요 광산을 차지하여 화폐 주조권을 독점했으며, 오사카와 교토 등 주요 상공업 도시를 직접 다스려서 상인에게 상납금도 상당량 챙겼다.
유럽의 봉건제와 비교해 본다면, 가마쿠라 시대와 무로마치 시대는 유럽과 비슷했던 반면, 에도 시대는 훨씬 중앙집권적이었다. 하지민 순수봉건제에 비해 그렇다는 것이지, 일부 학자들은 가마쿠라 막부 쪽이 슈고와 지토를 통해 전국을 통제해서 중앙집권적이었고, 에도 막부 쪽은 도리어 지방분권적이었다고 말하기도 한다. 막번체제는 1867년 막부의 대정봉환(大政奉還)에 이르러 해체되었다. 1871년 폐번치현이 순조롭게 이루어질 수 있었던 것도 하나 하나의 번이 소규모의 근대 국가와 같아 그것을 하나로 통합하기 쉬웠기 때문인 것도 있다.